# Memoria (filosofia)

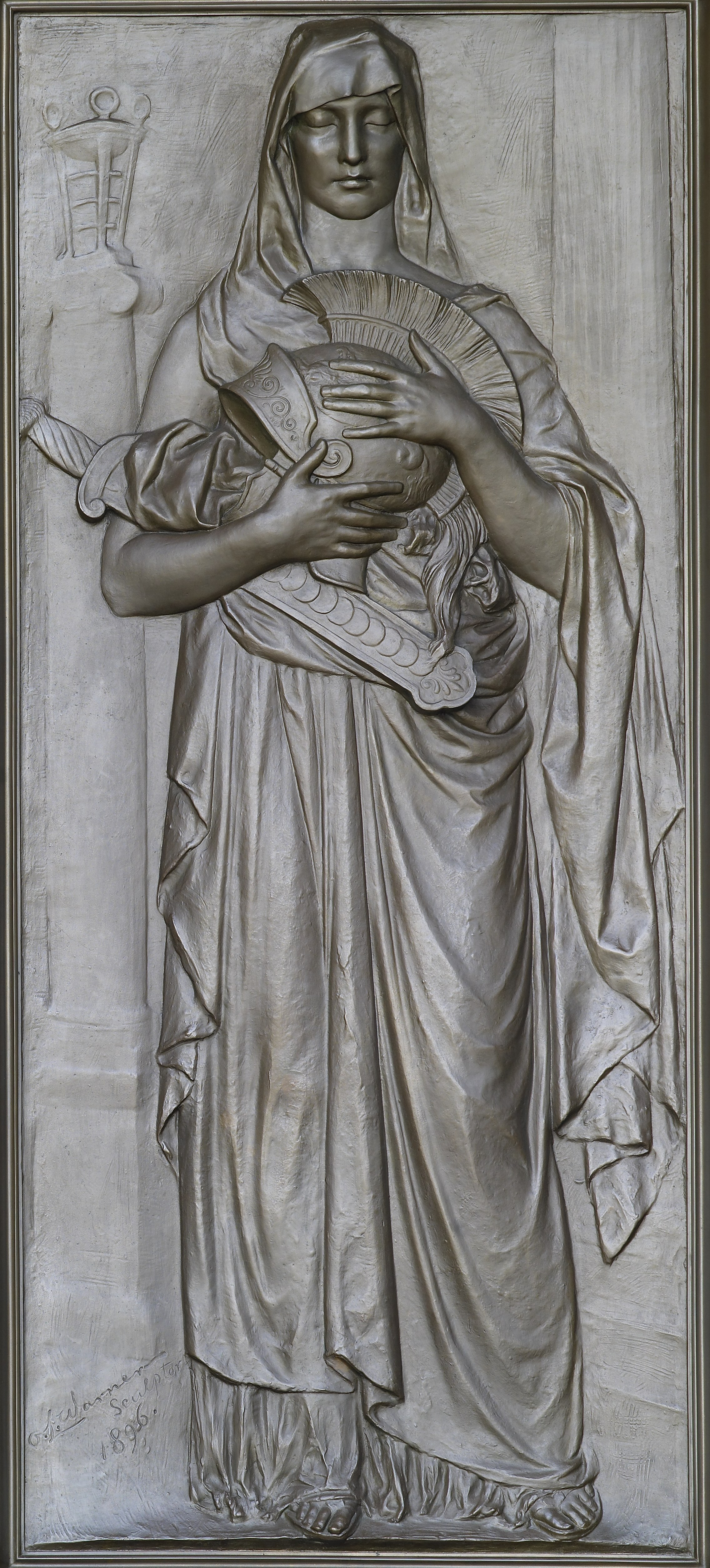
Memory (1896). Olin Warner. "Biblioteca del Congresso" - Thomas Jefferson Building.

La memoria è una funzione intellettuale che si attiva fisiologicamente a seguito dell'osservazione sensibile di tracce lasciate da oggetti o da esperienze che permettono di risalire alla configurazione di una cosa o di un evento passato.
La memoria può consistere anche in informazioni o impressioni depositate nella mente che tramite il ricordo possono essere richiamate, più o meno distintamente, alla consapevole spiritualità di uno o più individui come avviene nel cosiddetto "ricordo collettivo".
Occorre specificare che nel caso del "ricordo collettivo" si tratta non di uno stesso identico ricordo, vissuto nelle sue particolari caratteristiche, che appartenga a una moltitudine di individui ma, in realtà, di ricordi individuali che si riferiscono al medesimo avvenimento: quindi in questo caso, più che di ricordo, si tratta di un "racconto" di un evento che coincide più o meno con quanto narrato da altri

## Platone
Il concetto comincia a definirsi con la dottrina della conoscenza e dell'anima che Platone delinea trattando, nel Menone e nel Fedro, della memoria (μνήμη) che egli collega preferibilmente alla reminiscenza, esposta nella dottrina dell'anamnesi (ἀνάμνησις), piuttosto che al ricordo.
Platone differenzia infatti la memoria definendola come 
- «conservazione della sensazione»[4]
- oppure come capacità che ha l'anima «in sé stessa, da sé, senza il corpo» di recuperare «quelle affezioni che un tempo ha provato insieme col corpo»[5]
- Ma anche quando, pur non essendovi più tracce di elementi sensibili, non avendo più memoria, l'anima «in sé stessa, da sola, la riproduce»[6] operandosi in questo caso la reminiscenza, un risveglio della memoria, il ridestarsi di un sapere già presente nella nostra anima, come l'impronta che il sigillo lascia nella cera, ma che era stato dimenticato al momento della nascita.[7][8].

 Quindi la reminiscenza è la fonte di ogni sapere.

## Aristotele
Aristotele rifiuta la tesi della reminiscenza delle idee, che contrasta con l'impianto immanentistico del suo sistema metafisico, e nega che la formazione dei concetti possa avvenire senza le sensazioni. La memoria si traduce in un'«immagine mnemonica» di natura sensibile che è in potenza un ricordo che muovendosi va dal corpo all'anima che lo tradurrà in atto così come avviene per l'immagine di un oggetto dipinto che "contiene" in potenza, richiama, la realtà del ricordo in atto dell'oggetto rappresentato. 
Con la memoria tornano spontaneamente alla mente le cose del passato, con la reminiscenza cerchiamo di ricordare coscientemente un pezzo che era stato dimenticato. «Quindi, la reminiscenza ha un aspetto di consapevolezza che nella memoria è in qualche modo assente.»
Nello stoicismo sia la memoria che i ricordi sono materiali. Per l'epicureismo la conoscenza consiste in uno scorrere continuo di immagini materiali (εἴδωλα) che colpiscono i nostri organi di senso provocando un accumulo di «sensazioni ripetute» che vengono conservate nella memoria e che serviranno, all'occorrenza, per formare le conoscenze generali e le «anticipazioni» che si originano dalle particolari esperienze sensibili fatte in passato e di cui conserviamo nella memoria il ricordo che applichiamo ai dati empirici in atto. 

## Plotino
Secondo Plotino il fenomeno della memoria è puramente spirituale e la corporeità le è di ostacolo poiché il ricordo è qualcosa che permane nel tempo mentre l'oggetto materiale è soggetto al divenire cosicché «l’essere corporeo che si muove e scorre sarà necessariamente causa di oblio». È solo l'anima che rammenta ma questo non vuol dire che con la reminiscenza possiamo attingere il sapere di realtà supreme e immutabili perché il ricordo non può essere proprio di un intelletto che, essendo incorporeo, non dimentica e quindi non ha bisogno di ricordare.
Il fenomeno della memoria dunque è tale perché alla nostra coscienza, limitata corporalmente, arrivano le immagini di un intelletto supremo, fuori dalla temporalità, che ha una visione continua di tutto quello che alla coscienza umana appare di tanto in tanto sotto l'aspetto del ricordo.

## Agostino d'Ippona
Così Agostino descrive il fenomeno della memoria coerentemente alla sua dottrina dell'interiorità della verità:
La memoria quindi è presente tutt'intera fin dalla nascita e non abbiamo bisogno di esperienze per acquisire i ricordi:
Per Tommaso d'Aquino la memoria riguarda la sensibilità e il tempo passato quindi l'anima sensitiva, non quella intellettiva, può cogliere i ricordi ma, poiché vi è sempre coscienza nel ricordare, la memoria consiste nel conservare in potenza gli universali delle cose conosciute i quali si tradurranno in atto con i sensi.

## Rinascimento
Nell'età rinascimentale si sviluppa l'interesse per la filosofia platonica e in particolare per la concezione della memoria ripresa da Marsilio Ficino e Pico della Mirandola che, rifacendosi al metodo di Cicerone per la retorica, creano la mnemotecnica, l'arte di imparare a memoria, collegandola alla dottrina lulliana dell'ars combinatoria un metodo, inventato da Raimondo Lullo (1235-1315), teologo, filosofo e missionario catalano, e descritto nella sua opera Ars compendiosa inveniendi veritatem seu ars magna et maior (1274), tramite il quale, servendosi anche di schemi e figure, si potessero collegare, in una sorta di logica meccanica, concetti fondamentali in modo da acquisire verità in ogni campo del sapere. Questa tecnica poteva anche essere utilizzata come una forma di mnemotecnica, in quanto facilitava la memorizzazione delle nozioni di base ma lo scopo ultimo era quello di «arrivare a una enciclopedia totale, a un sapere universale... Cioè a una "clavis" universale, cioè una "chiave" universale, che mi permetta di accedere a qualunque sapere nella sua totalità.»
Si cominciano quindi ad elaborare metodi combinatori di logica formale-matematica a iniziare dalle mnemotecnico-metafisiche di Giordano Bruno sino ai tentativi di Leibniz che attraverso l'analisi del linguaggio riteneva potesse fondarsi una nuova scienza: l' "Ars combinatoria": una simbolizzazione del pensiero con cui operare calcoli logico-matematici.

## Età moderna
Nell'età moderna si avanza con Cartesio, in nome della concezione metafisica del sapere fondato sul principio dell'evidenza, una diminuzione della funzione cognitiva della memoria che viene teorizzata in termini fisiologici: il ricordo ha una consistenza corporea tale che si imprime con passaggi successivi nel cervello «Secondo che la loro azione è più forte, dura più a lungo o è reiterata più volte» formandosi così le idee corrispondenti a tali "tracce" «senza che la presenza degli oggetti cui esse si rapportano vi sia richiesta» Il rapporto tra elementi corporei e intellettuali secondo Cartesio è reso possibile da quella che egli chiama ghiandola H (la ghiandola pineale) che regola i flussi degli spiriti animali, che sono messaggeri per i nostri sensi che corrono attraverso il nostro corpo e lungo i nostri nervi verso i «luoghi del cervello [...] ove sono le tracce che l’oggetto di cui ci si vuole ricordare vi ha lasciato».
Thomas Hobbes riprende l'interpretazione materialista basata sul movimento della scuola epicurea concependo la memoria come l'indebolimento della sensazione che l'ha provocata per cui il ricordo è «sentire di aver sentito», riportare cioè alla conoscenza sensibile quello che in passato è stato oggetto dei sensi.
Per John Locke va esclusa ogni teoria innatista poiché la memoria dipende dalla coscienza e dall'esperienza:
Se la memoria nasce da un fatto empirico in atto essa va intesa come una specie di contemplazione mentre si tratta di reminiscenza quando si richiama coscientemente alla mente una «sensazione illanguidita» presente in maniera più o meno chiara nel «deposito della memoria»
Per mantenere viva la coscienza della nostra identità personale, che consiste nella memoria di noi stessi, poiché «fin dove questa coscienza può essere estesa indietro ad una qualsiasi azione o pensiero del passato, fin lì giunge l'identità di quella persona», dobbiamo continuamente riportare alla primitiva nitidezza quelle idee che si sono sbiadite col passare del tempo. È questo un continuo lavoro di manutenzione della nostra memoria che ci assicura la nostra identità, che inevitabilmente si annebbia con la perdita del ricordo delle nostre esperienze passate.
David Hume ribadisce il carattere empirico della memoria che è dotata della «libertà dell’immaginazione di trasporre e cambiare le sue idee» e condivide la teoria che la memoria «discopre» e «produce» l’identità personale

Gottfried Wilhelm von Leibniz contesta l'empirismo di Locke e, teorizzando la memoria nell'ambito della sua concezione spiritualista della sostanza e della percezione, anticipa la problematica dell'inconscio  sostenendo che la memoria fa sì che le idee, presenti virtualmente nella mente come "piccole percezioni" inconsce, divengano "appercezioni" coscienti.
Per Immanuel Kant si può attribuire alla memoria un aspetto attivo e uno conservativo intendendola come «facoltà di rendersi volontariamente presente il passato».
In Georg Wilhelm Friedrich Hegel la memoria è la capacità di rendere concrete con il ricordo le rappresentazioni, espressioni di entità e concetti astratti e, in questo senso, fa parte dello sviluppo dello Spirito che può così manifestare le proprie potenzialità: perciò la memoria «è soltanto il modo estrinseco, il momento unilaterale dell’esistenza del pensiero».

## Novecento
Henri Bergson, rifacendosi a Hume che concepiva la memoria come il persistere attenuato della percezione iniziale, ritiene che la percezione sia un ritagliare un'immagine parziale della realtà percepita che dura per l'istante della percezione iniziale stessa che poi viene superata da altre percezioni, ritagli temporanei, della realtà. La memoria è invece l'accumularsi, lo stratificarsi dei ricordi, duraturo e sempre tutt'intero presente, indipendentemente dalla coscienza che se ne ha, e la cui dimensione temporale non è l'istante, proprio del "tempo spazializzato" della scienza, come avviene per le percezioni, ma la "durata reale", il tempo vissuto. Il rapporto tra la percezione materiale del reale e la memoria, dimensione spirituale della durata, costituiscono quindi un tutt'uno.
Nelle Lezioni sulla coscienza interna del tempo Edmund Husserl, per spiegare il ruolo della memoria nella percezione, introduce il concetto di "ritenzione", o "ricordo primario". Grazie alla ritenzione l'esperienza appena passata viene mantenuta nella coscienza accanto all'esperienza "presente" in senso stretto: in questo modo è possibile percepire "oggetti temporali", cioè oggetti che hanno una durata complessa nel tempo, per esempio una melodia.
Dal punto di vista di Husserl è importante distinguere chiaramente la ritenzione, che rende possibile il costituirsi di un oggetto temporale nel presente, dalla "rimemorazione", che è invece la "presentificazione" di una esperienza percettiva passata.